# .укр
.укр (transkripce: .ukr) je národní doména nejvyššího řádu pro Ukrajinu, zapsaná v cyrilici. Žádost o registraci domény podalo Ukrajinské síťové informační centrum 16. listopadu 2009 ICANN a to se souhlasem ukrajinské vlády.
Při podání podkladů k žádosti do tabulky platných znaků při registraci domén psaných cyrilicí nebyl symbol apostrofu (U+02BC) zařazen jako oddělovací znak, ale jako písmeno, stejně jako písmena „Ґ–ґ“, „Ї–ї“, „І–і“, „Є–є“ s cílem možnosti zápisu všech ukrajinských slov.

## Historie
- 16. listopadu 2009 – žádost o registraci
- 1. března 2011 – oznámení ICANN o úspěšném dokončení fáze hodnocení řetězce pro ukrajinskou doménu .укр
- 28. února 2013 – ICANN na zasedání představenstva rozhodl přidělit Ukrajině doménu .укр.
- 21. srpna 2013 – zaregistrována první stránka s doménou .укр – stránka prezidenta Ukrajiny президент.укр.
- 17. října 2013 – na zasedání Koordinační rady Ukrajinského síťového informačního centra byl zřízen Operátor registru domény .укр - společnost „Technické centrum internetu“.
- 4. listopadu 2013 – zahájení registrace majitelů ochranných známek
- 4. dubna 2014 – otevření registrace pro všechny uživatele

Za první rok bylo zaregistrováno 8 000 stránek s doménou .укр.